# Eiður Guðjohnsen
Eiður Smári Guðjohnsen, född 15 september 1978 i Reykjavík på Island, är en isländsk före detta fotbollsspelare. Han var 2020–2021 assisterande tränare i Islands landslag.

## Klubbkarriär
Guðjohnsen har tidigare spelat för bland annat Bolton och Chelsea i Premier League och den spanska klubben FC Barcelona som han värvades till den 14 juni 2006, där han fick tröja nr 7 efter Henrik Larsson.
Han fick inte så mycket speltid i Barcelona och användes som rotationsspelare, men han fick mer speltid under 2008/2009 då "Pep" Guardiola tagit över tränarrollen. 2008/2009 spelade Eiður mestadels som offensiv mittfältare, till exempel när Barcelona vann hemma mot Real Madrid på höstsäsongen 2008.
Den 31 augusti 2009 skrev islänningen på för AS Monaco. Barcelona fick ingen betalning direkt men kunde få upp till €2 miljoner beroende på hans insatser i sin nya klubb.
I januari 2010 blev Guðjohnsen utlånad till Tottenham Hotspur under resterande delen av säsongen 2009/2010.
Den 31 januari 2011 lånades han ut till Fulham från Stoke City.
Sommaren 2011 skrev Eidur ett tvåårskontrakt med den grekiska klubben AEK Aten FC där han stannade tills 2012.
Den 2 oktober 2012 skrev Guðjohnsen på för den belgiska klubben Cercle Brugge. Kontraktet gällde till slutet av säsongen. I januari 2013 efter en halvsäsong med Cercle Brugge bytte han klubb till klubbens rivaler Club Brugge och skrev på ett kontrakt på ett och ett halvt år.
Efter att ha lämnat den belgiska klubben efter kontraktets slut återvände han till sin gamla klubb Bolton Wanderers i november 2014.
Den 5 juli 2015 berättade den kinesiska klubben Shijiazhuang Ever Bright att Guðjohnsen kommer till klubben.
I februari 2016 skrev han på för Tippeligaen och norska Molde FK.

## Landslagskarriär
Guðjohnsen debuterade för Island 1996 och avslutade landslagskarriären 2016. Han har med sina 26 landslagsmål länge varit den spelare som gjort flest mål för det isländska landslaget, rekordet har nu tangerats av Kolbeinn Sigþórsson.
Sina sista framträdanden i landslaget gjorde Eiður som 37-åring under EM 2016.

## Familj
Eiður Guðjohnsen är son till den före detta fotbollsspelaren Arnór Guðjohnsen. Far och son deltog en gång i samma landskamp, borta mot Estland där Arnór byttes ut till förmån för den debuterande sonen Eiður.
Eiður har tre söner som även de är fotbollsspelare, de har alla spelat i Barcelonas ungdomslag. Den äldste sonen, Sveinn Aron, spelade mellan 2021 och 2024 i Elfsborg. Den yngste, Daniel Tristan, spelar för Malmö FF.

## Meriter

### Klubblag
PSV Eindhoven
- KNVB Cup: 1995/1996
- Eredivisie: 1996/1997

Chelsea
- FA Community Shield: 2000, 2006
- Premier League: 2004/2005, 2005/2006
- Engelska Ligacupen: 2004/2005

Barcelona
- La Liga: 2008/2009
- Copa del Rey: 2008/2009
- Supercopa de España: 2009
- Uefa Champions League: 2008/2009
- Uefa Super Cup: 2009

### Individuella meriter
- Årets fotbollsspelare i Island: 2001, 2003, 2004, 2005, 2006, 2008, 2009